# Marshfield (Engeland)
Marshfield is een civil parish in het bestuurlijke gebied South Gloucestershire, in het Engelse graafschap Gloucestershire met 1716 inwoners.

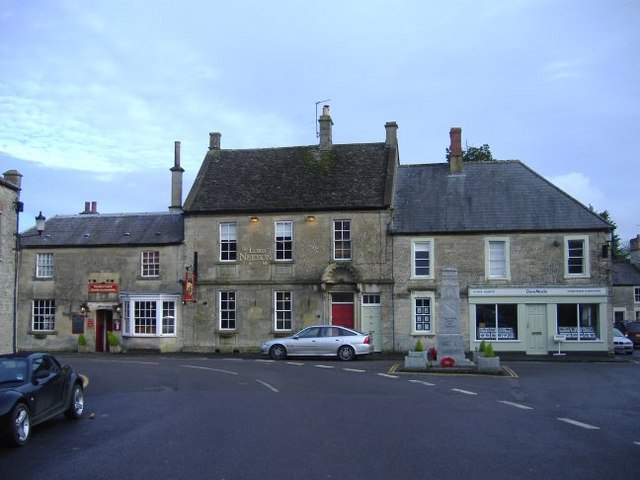
"The Lord Nelson"